# シャマツ
シャマツ（セルビア語: Шамац、ボスニア語: Šamac、クロアチア語: Šamac）はボスニア・ヘルツェゴビナを構成する構成体のうち、スルプスカ共和国に属する町およびそれを中心とした基礎自治体でサヴァ川の右岸に位置し、川の対岸はクロアチアのスラヴォンスキ・シャマツである。

## 歴史
街はオスマンのスメデレボ州からのボスニア人入植者により1862年に設立された。20世紀に入り、第一次世界大戦後にはユーゴスラビア王国の領域の一部となる。1929年から1939年にかけてはドリナ州の一部で、1939年から1941年まではクロアチア州の一部であった。第二次世界大戦の期間には残りのボスニア・ヘルツェゴビナと同様にナチの傀儡政権であったクロアチア独立国の下にあった。第二次世界大戦終結後の1945年には新たに発足したチトーによるユーゴスラビア社会主義連邦共和国のボスニア・ヘルツェゴビナ社会主義共和国へ再統合された。
ボスニア・ヘルツェゴビナ紛争の初期の段階では街はボスニア・ヘルツェゴビナのセルビア人により占領され、彼らにより暫定的な行政府を発足していた。多くのボシュニャク人やボスニア・ヘルツェゴビナのクロアチア人は民族浄化に遭っている。戦時中、オラシエへ向かうクロアチア防衛評議会やボスニア・ヘルツェゴビナ共和国軍に対して半永久的な戦線が設けられた。2003年にユーゴスラビア紛争時の3人のセルビア人の町のリーダーに対して、旧ユーゴスラビア国際戦犯法廷（ICTY）により人道に対する罪によって判決が下されている。
ボサンスキ・シャマツは重要な戦略的な地点であるブルチコの近くに位置していた。セルビア系が支配する他の場所のように町の公式の名称からボスニアの形容詞が取り除かれ、セルビア人を意味する "Srpski"に変えられた。ボシュニャク人やボスニア・ヘルツェゴビナのクロアチア人は歴史的な名称であるボサンスキ・シャマツ"Bosanski Šamac"と呼び住民間で緊張を引き起こしていた。裁判所は公式名称を単にシャマツとするように命令し、以前のどの民族の名称も取り除かれている。ボサンスキ・シャマツを占領中に戦って死んだセルビア人のための記念碑には、中央にセルビアの鷲、左側には占領の期間（1992-1995年）、右側にセルビア人のスローガンであった"Samo Sloga Srbina Spasava" 「団結のみがセルビア人を救う」とある。

## 地区
• Batkuša
• Bazik
• Brvnik
• Crkvina
• Domaljevac
• Donja Slatina 
• Donji Hasić
• Gajevi 
• Gornja Slatina 
• Gornji Hasić
• Grebnice
• Kornica
• Kruškovo Polje
• Novo Selo 
• Obudovac
• Pisari 
• Prud
• Šamac
• Srednja Slatina
• Škarić
• Tišina 
• Zasavica 

## 人口動態

### 1887年
合計：17,686人
- ボシュニャク人 - 12,832人（72.55%）
- クロアチア人 - 4,239人（23.96%）
- セルビア人 - 234人（1.32%）
- その他 - 81人（0.45%）

### 1971年
合計：31,374人 
- クロアチア人 - 14,336人（45.69%）
- セルビア人 - 14,230人（45.35%）
- ボシュニャク人 - 2,192人（6.98%）
- ユーゴスラビア人 - 481人（1.53%）
- その他 - 135人（0.45%）

### 1991年

#### 基礎自治体
合計：32,960人
- クロアチア人 - 14,731人（44.69%）
- セルビア人 - 13,628人（41.34%）
- ボシュニャク人 - 2,233人（6.77%）
- ユーゴスラビア人 - 1,755人（5.32%）
- 不明・その他 - 613人（1.85%）

#### 市街
合計：6,239人
- ボシュニャク人 - 2,178人（34.90%）
- セルビア人 - 1,755人（28.12%）
- ユーゴスラビア人 - 1,195人（19.15%）
- クロアチア人 - 827人（13.25%）
- 不明・その他 - 284人（4.55%）

## スポーツ
地元のサッカークラブチームであるFKボラツ・シャマツがスルプスカ共和国サッカー1部リーグでプレーしている。

## ゆかりの人物
- アリヤ・イゼトベゴヴィッチ - 初代ボスニア・ヘルツェゴビナ大統領。
- スレイマン・ティヒッチ - 政治家。
- ゾラン・ジンジッチ - セルビアの政治家。